# Callechelys marmorata
Anguille-serpent marbré
Espèce
Callechelys marmorata , ou communément nommé Anguille-serpent marbré, est une espèce de poisson marin benthique de la famille des Ophichthidae, correspondant aux poissons serpentiformes.
Callechelys marmorata est un poisson de taille moyenne pouvant atteindre 87 cm de long
Ce poisson-serpent fréquente les eaux tropicales de l'Océan Indien, Mer Rouge incluse, et de l'ouest de l'Océan Pacifique.
Il affectionne les fonds meubles proches des récifs entre 1 et 37 m de profondeur. 
Il a une activité nocturne.